# Antygomonas oreas
Antygomonas oreas är en djurart som tillhör fylumet pansarmaskar, och som beskrevs av Bauer-Nebelsick 1996. Antygomonas oreas ingår i släktet Antygomonas och familjen Antygomonidae. Inga underarter finns listade i Catalogue of Life.